# عنكبوت
رتبة العناكب (الاسم العلمي: Araneae)  وتُنقحَر: أرانيا، هي رتبة من صف العنكبيات، وهي أكبر رتبة في هذا الصف، إذا تشمل أكثر من 40,000 نوع في 3700 جنس وأكثر من مئة فصيلة. حيوان صغير وذكره يدعي عنكب أما أنثاه فهي العنكبوت، وهي التي تبني البيت وتصل عدد الخيوط إلى 400 ألف خيط وطول الخيط الواحد 20 سم. للعنكبوت ثمانية أرجل وأربعة أزواج من العيون، تستخدم الخيوط للقبض على فرائسها وخيوطه تعتبر من أقوى الألياف الطبيعية. ليست لها أجنحة ولا أعضاء للمضغ.
وهي لا تنتمي إلى صف الحشرات بل إلى العنكبيات وهو فرع من المفصليات. وهي بذلك ذات صلة قرابة مع العقارب والقراد والالسوس وبعض الحيوانات المفصلية البحرية.
وفصيلة العناكب منتشرة ومتنوعة، تعيش في جميع المناخات، وعلى مستوى كل الارتفاعات، ويوجد منها حوالي 500 نوعاً بالمغرب، يعرف منها حوالي 380 نوعاً ينتمي إلى 30 أصل.

## الضرر
لا تسبب أذى للإنسان، باستثناء بعض الأنواع (حوالي 200 من 40,000 نوع فقط) ومن أشهرها الأرملة السوداء. فالعناكب، وإن كانت مخلوقات غير محبوبة لدى الإنسان، إلا أنها صديقة له، بل وذهب البعض إلى حد القول بأنه لولاها لما كان للإنسان مستقر على الأرض؛ ذلك لأنها تقضي معظم وقتها في اصطياد الحشرات والفتك بها. فلولاها لتكاثرت الحشرات وأتت على الأخضر واليابس.

## الشبكة واللزق
الخيط الحريري، الذي تحيك به العنكبوت بتفنن شبكتها، هو في الحقيقة مجموعة خيوط ملتفة على بعضها، فسمك شعرة الإنسان يزيد عن سمك خيط العنكبوت ب400 مرة. إلا أن هذه الخيوط، اللينة والقابلة للتمطيط بعشرين في المائة من حجمها دون أن تتمزق، ورغم شدة رقتها وشفافيتها، تعد أصلب الألياف الطبيعية على الإطلاق، ولها قوة تحمل للضغط أقوى حتى من قوة تحمل الفولاذ، ولذلك يطلق عليها الفولاذ البيولوجي. وأنثى العنكبوت هي التي تقوم بنسج هذا الخيط الحريري، بواسطة ثلاثة مغازل أسفل البطن، متصلة بغدد صغيرة، تفرز المادة التي تتشكل منها الخيوط.
وتقوم أنثى العنكبوت بهندسة الشبكة ونسجها، بمهارة عالية، بخيوط منحنية أو مستقيمة، بترتيب متناسق المسافات فيما بينها، على شكل دائري أو ثلاثي رائع التصميم. حيث تستخدم ضغط بطنها، لتدفع الخيوط الحريرية إلى خارج الغدد الست الموجودة في بطنها، وتقوم بربط طرف الخيط الأول، المعروف باسم الجسر، بساق عشبة ما، أو ورقة شجر، ثم تهبط إلى الأرض مع الخصلة، وهي مستمرة بعملية الحياكة، ثم تنزل إلى الأرض وتصعد إلى نقطة أخرى مرتفعة، لتسحب الخيط بقوة، وتربطه في مكانه جيداً باستخدام مادة لاصقة تخرج من إحدى غددها أيضاً، فتقوم أولاً بتثبيت خصلة بشكل أفقي دائماً، ثم تسقط خيطين حريرين في كل طرف من أطراف الخيط الأول، لتكوين جسور أخرى أقل ارتفاعاً من الأولى والتي ستصير أساس شبكة العمل، بعدها تقوم بغزل خيوط عدة داخل شبكة العمل هذه، على أن تلتقي الخيوط مجتمعة في الوسط، وهنا يجيء العمل الذكي، حيث تقوم بوضع المادة اللاصقة على الخيوط الخارجية من الشبكة فقط، وعندما تنتهي كلياً من صنع الشبكة تكمل عملية وضع الغراء في الداخل وعلى بعض المقاطع فقط بحيث تترك مكاناً لها لتتحرك عليه بسهولة، بعد إنجازها الشبكة، تقوم العنكبوتة بصنع عش صغير لها بالجوار، وعادة تقوم بلف ورقة شجر وتصنع لنفسها بالداخل سريراً مريحاً من الحرير؛ لأنها بالطبع قد تنتظر طويلاً قبل وصول ضحيتها الأولى، وأخيراً تقوم بوصل خيط إنذار بين عشها والنسيج، حتى تشعر بأي اهتزاز قد يحدث على النسيج لتعرف الشيء الذي ستتعامل معه، وبسبب الضعف الحاد في الرؤية عندها تعتمد العنكبوتة على حواسها الأخرى لتحديد صفات الفريسة، فإذا كانت ضخمة ومميتة تطلق سراحها من بعيد، أما إن كانت كبيرة ولا تؤكل كاليعسوب فستلفها بخيوط الحرير من بعيد أيضاً، باستخدام عضو متخصص آخر هو الغدة العنقودية الشكل، تجهد الحشرة الفريسة نفسها بمحاولة الفكاك من الشرك، بعد ذلك تبدأ العنكبوتة بالتقدم نحوها عبر الخيوط الآمنة التي تركتها لنفسها دون مادة لاصقة، (وإذا صدف أن أخطأت مرة ووضعت أرجلها على المادة اللاصقة، فإن جسمها سيفرز مادة كالزيت تعمل كمحلل كيميائي للغراء، يساعدها على التحرك بحرية مرة أخرى)، وتحقن العنكبوت فريستها سماً يشلها عن الحركة، ثم تفرغ فيها لعابها الذي يذيب الأعضاء الداخلية للفريسة، فتمتصها سائلاً، فتتخلص من هيكل الفريسة الأجوف. فعملية الهضم عندها تتم خارج بطنها، ولذلك تحتفظ بفرائسها حية، لكي تبقى طازجة.

## صفاته

### العيون
معظم العناكب لها أربعة أزواج من العيون تقع أعلى الجبهة من مقدمة الرأس.

## تصنيف
- رتيبة العناكب الحديثة أو خلفيات الحلمة (الاسم العلمي: Opisthothelae).
- رتيبة العناكب المقطعة أو متوسطات الحلمة (الاسم العلمي: Mesothelae).

## معرض صور

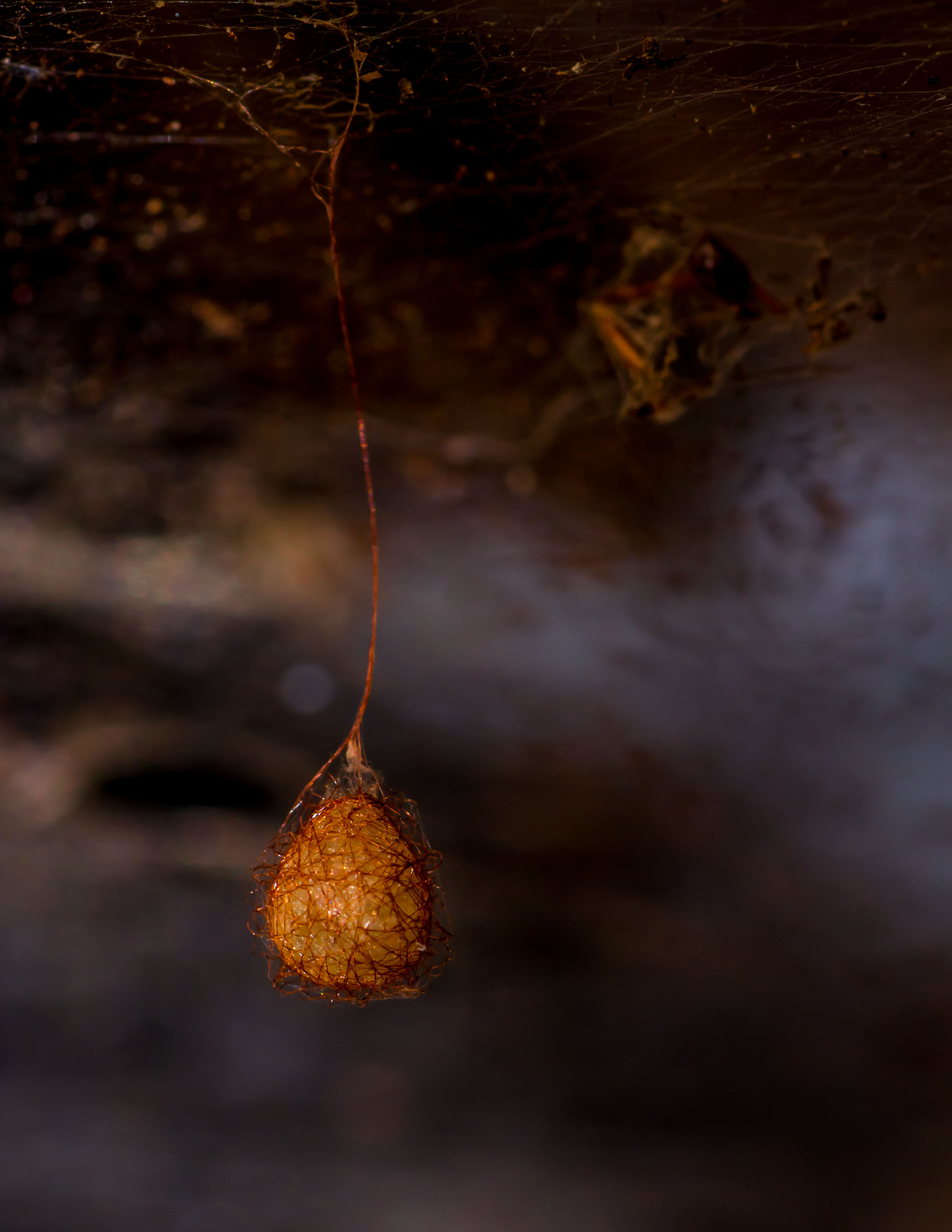
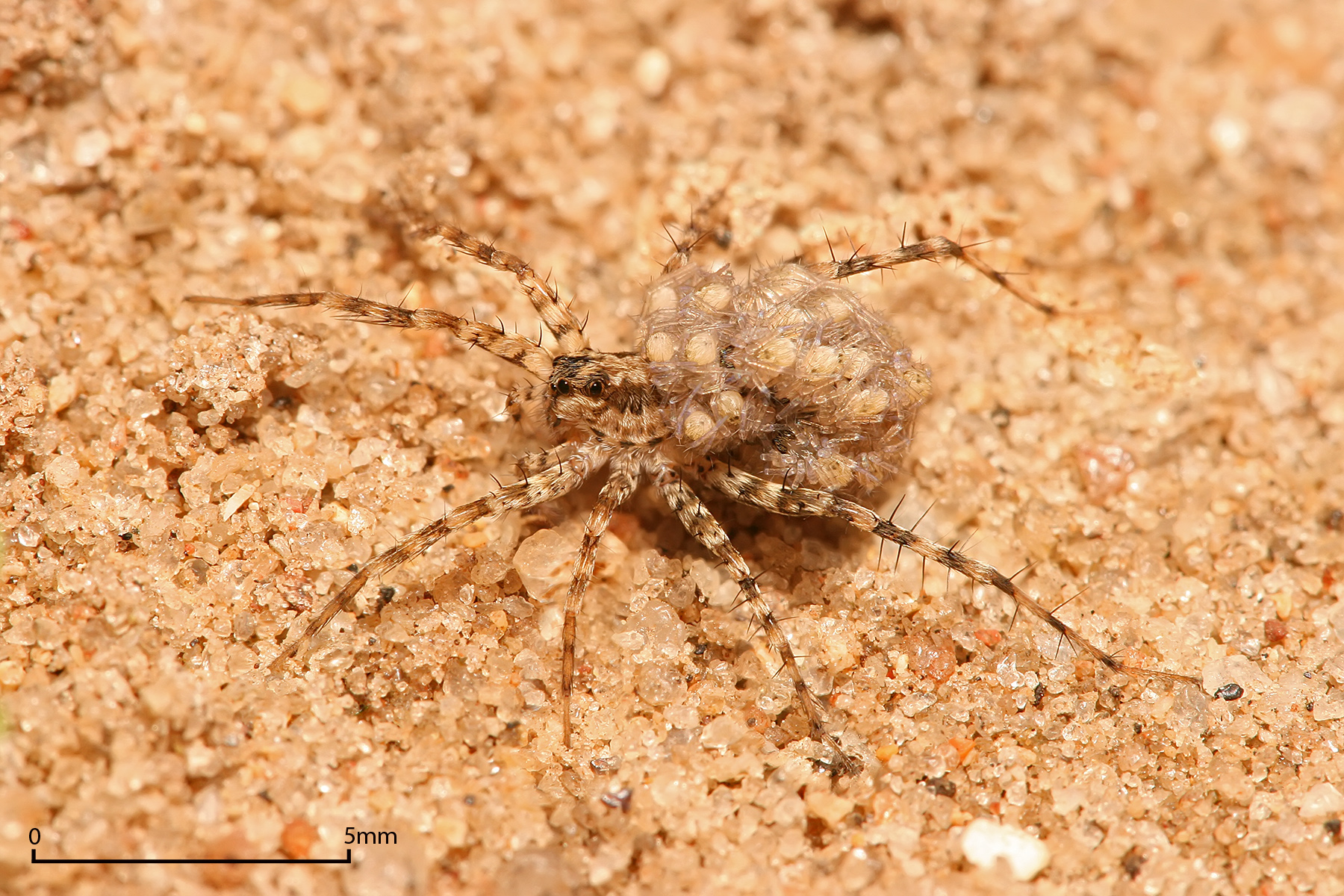
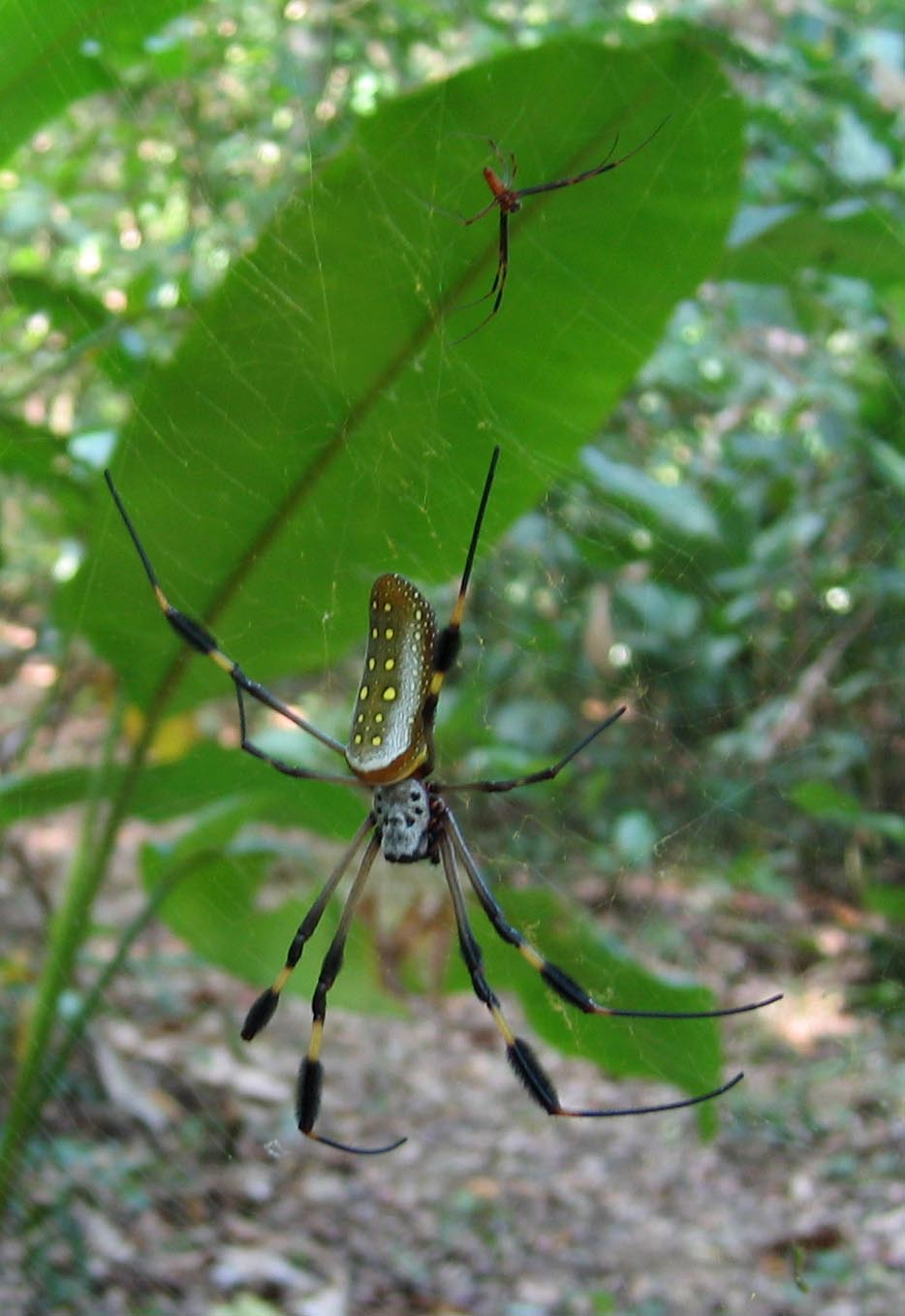
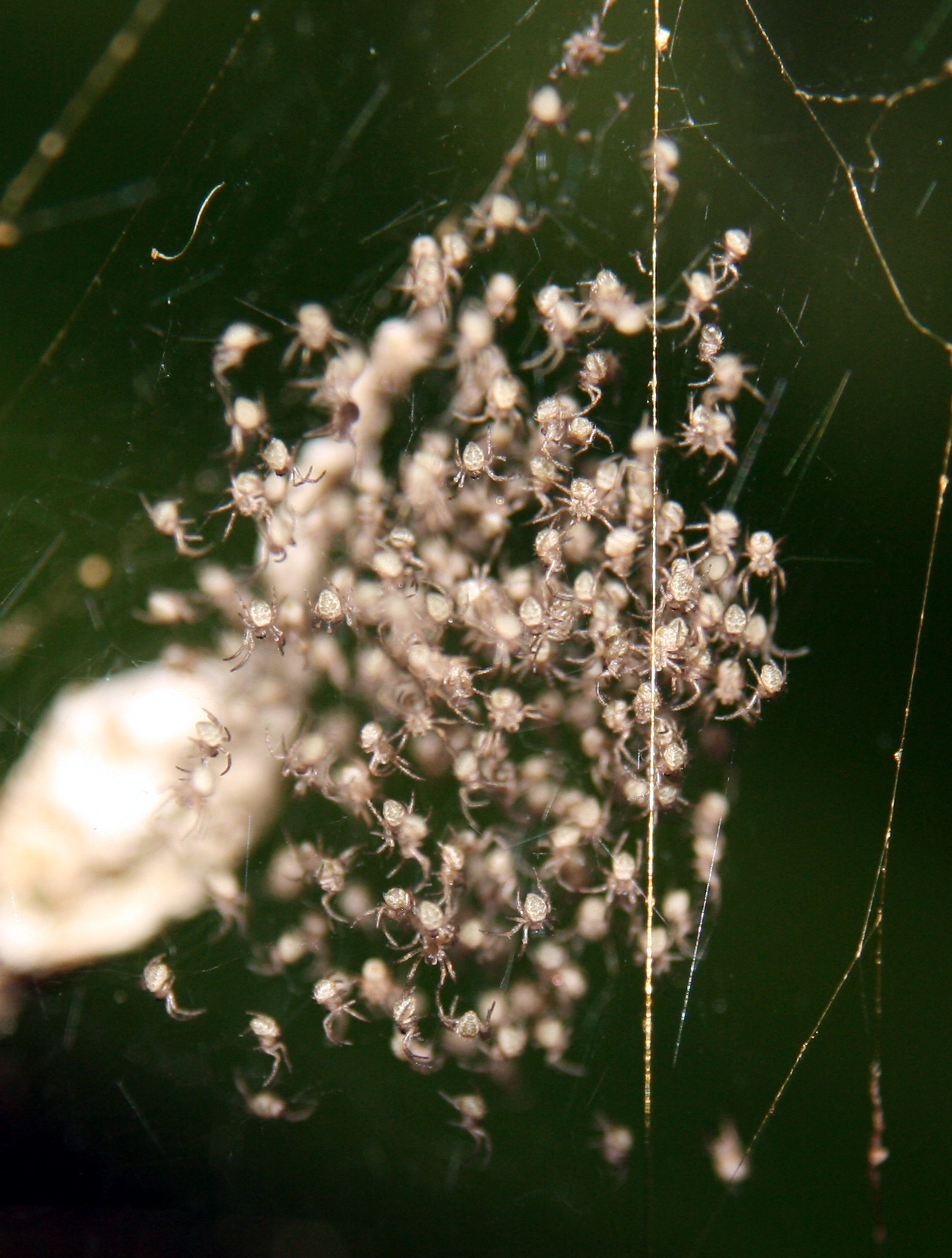
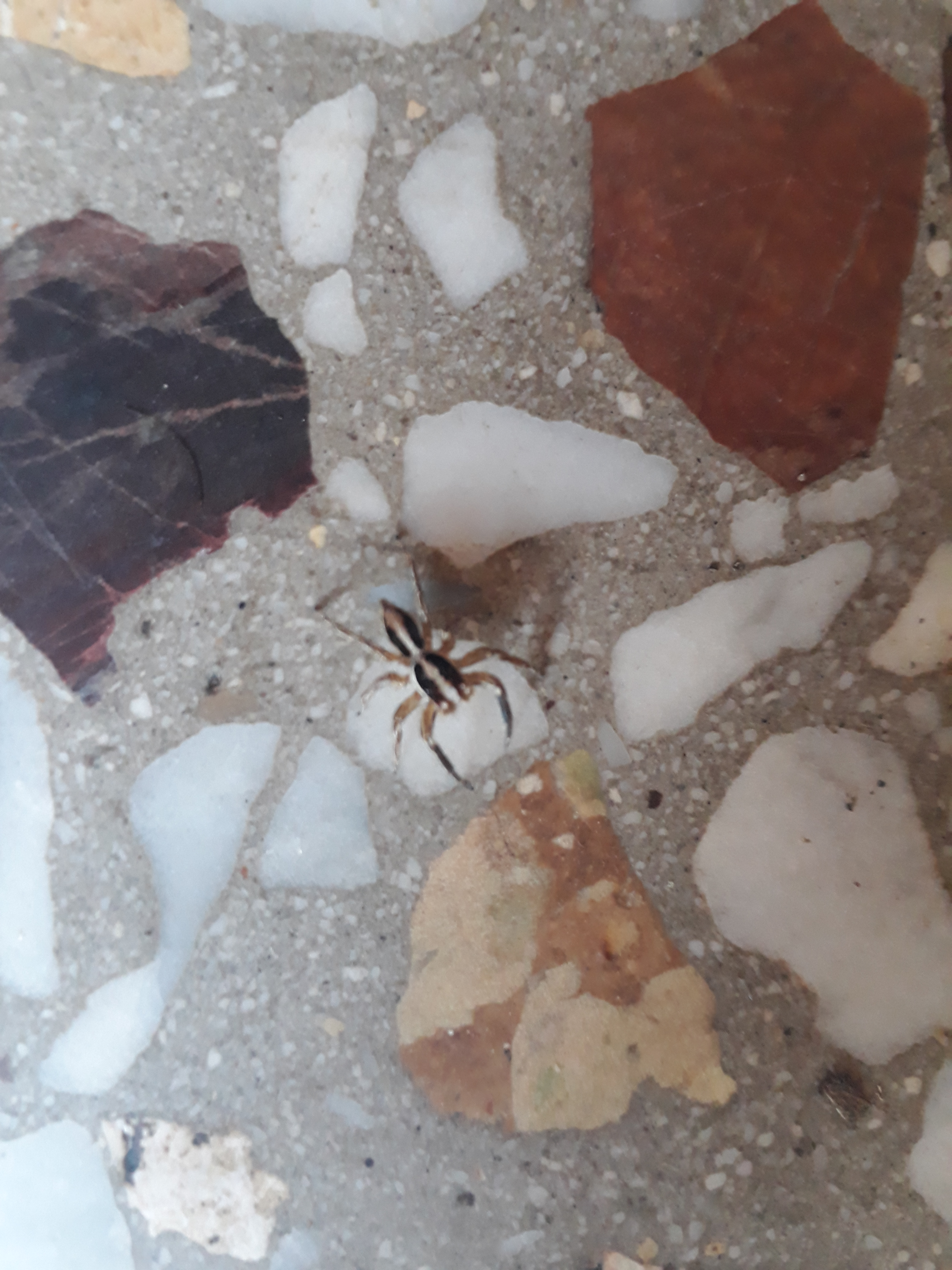
عنكبوت ذهبي صغير بخطوط سوداء يتحرك بالقفز